# LostAlone
I LostAlone sono stati una band post-hardcore inglese proveniente da Derby, nel Derbyshire, attiva dal 2005.
Formata da Steven Battelle (voce, chitarra), Alan Williamson (basso, cori) e Mark Gibson (batteria, percussioni, cori), ad oggi i LostAlone hanno pubblicato 2 albums: Say No to the World (2007) e I'm a UFO in This City (2012).
I LostAlone hanno aperto i concerti per Evanescence, the Used, Enter Shikari, Paramore, My Chemical Romance, Thirty Seconds to Mars e partecipato come headliner a diversi festival europei, quali Taste of Chaos, Give it a Name, Download, Reading, T in the Park e Oxegen.

## Storia

### 2005–2008: Formazione e primo album:Say No to the World
Il cantante e chitarrista Steven Battelle assieme al batterista Mark Gibson formano i LostAlone con il bassista Tom Kitchen nel 2005; quindi Battelle e Gibson creano una propria etichetta, la Scorpia, per promuovere il loro progetto e gestire produzione e distribuzione dei loro cd. 
L'album di debutto della band, Say No to the World, è uscito l'11 marzo 2007, anticipato dai singoli "Blood is Sharp", "Unleash the Sands of All Time" e seguito da "Elysium".

### 2009–2013:I'm a UFO in This City
Nel dicembre 2009 i LostAlone firmano un contratto con l'etichetta statunitense Sire Records e a maggio del 2010 registrano con i produttori 'Jacknife Lee' (Weezer, U2, R.E.M.) e Greg Wells (Mika, Deftones, Katy Perry), il seguito di "Say no to the world". Il produttore esecutivo è Gerard Way dei My Chemical Romance, mentre ingegnere del suono sono 'Alan Moulder' (The Smashing Pumpkins, Nine Inch Nails, Foo Fighters) e 'Mark Needham' (The Killers, Fleetwood Mac, My Chemical Romance).
I'm a UFO in This City esce il 5 marzo 2012 anticipato dal free download di "Paradox on Earth".
Il primo singolo ufficiale è "Do You Get What You Pray For?" (26 settembre 2011), a cui seguono "Love Will Eat You Alive" (1º aprile 2012), in rotazione anche su Virgin Radio Italy e "Paradox on Earth" (10 giugno 2012).
Il 14 settembre 2012 viene divulgato anche il video di 'Vesuvius', sempre estratto da 'I'm a UFO in This City'.
La rivista kerrang!, nel numero pubblicato il 4 luglio 2012, ha nominato Steven Battelle tra le 50 più grandi rockstar di oggi.
Nel luglio 2012 dal sito ufficiale della band e dalla pagina ufficiale di Facebook viene diffusa gratuitamente una canzone inedita: 'Everybody dies but the world's still turning'.

### 2014–present:Shapes Of Screams
Anticipato dal video di The Bells! The Bells!, a marzo del 2014 i LostAlone pubblicano Shapes Of Screams il cui secondo singolo è Scarlet Letter Rhymes.

## Formazione

### Formazione attuale
- Steven Battelle – voce, chitarra, (2005–2014)
- Mark Gibson – batteria, cori (2005–2014)
- Alan Williamson – basso, cori (2009–2014)

### Ex componenti
- Tom Kitchen – basso (2005–2009)

## Discografia

### Album in studio
- 2007 - Say No to the World
- 2012 - I'm A UFO In This City
- 2014 - Shapes of Screams

### EP
- Light The Waves
- Honey and Burlesque

### Singoli
- Blood Is Sharp (2006)
- Unleash the Sands of All Time (2006)
- Elysium (2007)
- Do You Get What You Pray For? (2012)
- Love Will Eat You Alive (2012)
- Paradox on Earth (2012)
- Vesuvius (2012)
- Creatures (2012)

## Premi e riconoscimenti
"Best British Newcomer" ai Kerrang! Awards nel 2007.